# Yalı
Yalı (wymowa polska: jaly, gr. yiáli γιαλή γιαλός) – rodzaj domu lub rezydencji budowanych na wybrzeżach, charakterystyczny dla Turcji.
Yalı były budowane w Stambule, nad brzegiem Bosforu.
Termin Yalı jest używany tradycyjnie dla ok. 600 nadbrzeżnych rezydencji budowanych w XIX wieku przez najbogatszych mieszkańców Imperium Osmańskiego.